# Enrique Tanoni
Enrique Tanoni (Provincia de Tucumán, 3 de junio de 1940 - Salta, 5 de enero de 2019) fue un político argentino que supo desempeñarse como Intendente de la ciudad de Salta y como diputado de la nación en representación de la Provincia de Salta.

## Vida personal
Nació en Tucumán el 3 de junio de 1940, estaba casado con Silvia Susana Banetta, con la cual tuvo dos hijas, Silvina y Valentina Tanonni.
Se recibió de médico en la Universidad Nacional de Tucumán y entre 1967 y 1969 ejerció su profesión en hospital de la Provincia de Jujuy. Fue el director provincial de salud de esa provincia entre 1973 y 1976.
En 1978 se muda a la Provincia de Salta para ejercer como médico de atención primaria en la localidad de Morillo.
Se desempeñó como consultor de salud pública de la Organización Mundial de la Salud en países como Honduras, Nicaragua, Costa Rica y Estados Unidos.

## Carrera política
Tanoni fue miembro del Partido Justicialista y su primer cargo político en la Provincia de Salta fue el de Secretario de Salud Pública, cargo que ejerció entre 1983 y 1987. Entre 1989 y 1995 fue elegido como diputado provincial por el Departamento de la Capital.
En 1996, tras el escándalo y la destitución del intendente Juan Carlos Villamayor fue nombrado como interventor de la municipalidad de la ciudad de salta. Intervención que se desarrolló desde el 1 de julio de 1996 hasta el 3 de diciembre de 1997.
Luego volvería a estar al frente de la ciudad de Salta pero esta vez elegido por el voto popular. Juró en el cargo el 10 de diciembre de 1999 y renunció a su puesto en 2001 para dedicarse a su campaña a diputado nacional. Cargo en el resultaría elegido y juraría al mismo el 10 de diciembre de 2001. Los principales logros de su gestión como intendente fueron la recuperación integral de la Casa de Hernández-Museo de la Ciudad; recuperación de la Casa del Coronel Moldes; construcción de la Nueva Terminal del Transporte Interurbano; pavimentación de calles en numerosos barrios y repavimentación del casco histórico, construcción de playones deportivos en doce barrios; ampliación de la red de gas natural en trece barrios, alumbrado público en doce barrios suburbanos y en las avenidas de la zona sur, etc.
Durante su paso por la Cámara de Diputados de la Nación Argentina fue el secretario de la comisión de salud.

## Fallecimiento
Alejado y retirado de la política fallece en Salta el 5 de enero de 2019 producto de un paro cardiorrespiratorio.